# Гіпнотизер (фільм)
«Гіпнотизер» (швед. Hypnotisören) — кримінальний трилер 2012 року, який було висунуто Швецією на здобуття премії «Оскар» у категорії «Найкращий фільм іноземною мовою», але не потрапив в остаточний список.

## Сюжет
Детектив Йоона розслідує вбивство цілої родини. Щоб затримати вбивцю детектив залучає Еріка, фахівця з гіпнозу, який відсторонили від практики. Ерік намагається допомогти слідству, він проводить сеанс з Йозефом, який лежить у комі, щоб отримати деталі справи. Проте лікар змушений був зупинити спілкування з пацієнтом, коли він бачить його дискомфорт. Пізніше сина Еріка Бенжаміна викрадають. Він знаходить записку з погрозами щодо гіпнозу з Йозефом. Шукаючи свого сина, Ерік знову провів сеанс гіпнозу з Йозефом і виявляв, що той був вбивцею і діяв під впливом і вказівками своєї матері. Від своєї дружини Ерік дізнається інформацію, яка допомогла зрозуміти, що мати вбивці працює медсестрою в цій же лікарні й доглядає сина.
Йоона дізнається про психічну нестабільність Лідії та місце, де ховають Бенжаміна. Лідія вважає хлопчика своїм сином. Поліцейський намагається врятувати Бенжаміна, але вони потрапляють разом з Лідією на тонкий лід. Йоону вдається врятувати лише хлопчика.
На Різдво Ерік зі своєю сім'єю щасливо вечеряють, а Йоона відвідує свою колегу.

## У ролях
| Актор               | Роль            |
| ------------------- | --------------- |
| Тобіас Зілліакус    | Йоона Лінна     |
| Мікаел Персбрандт   | Ерік Марія Барт |
| Лена Олін           | Сімоне Барк     |
| Гелена Аф Сандеберг | Даніелла        |
| Йонатан Бекман      | Джозеф          |
| Оскар Петтерссон    | Бенжамін        |
| Ева Меландер        | Магдалена       |
| Анна Ацарате        | Лідія           |
| Йоган Галлстрем     | Ерланд          |
| Йоран Торелль       | Стенсунд        |
| ІЯн Вальдекранц     | Шульман         |

## Створення фільму

### Виробництво
Зйомки фільму проходили в Стокгольмі та Норрботтені, Швеція.

### Знімальна група
- Кінорежисер — Лассе Гальстрем
- Сценарист — Паоло Васірка
- Кінопродюсер — Бер'є Ганссон, Петер Посс, Бертіл Олссон
- Композитор — Оскар Фогельстрем
- Кінооператор — Маттіас Монтеро
- Кіномонтаж — Себастіан Амудсен, Томас Танг
- Художник-постановник — Петр Кунц
- Художник-костюмер — Карін Сундвалл
- Артдиректор — Лассе Вестфелт
- Підбір акторів — Імор Германн[4]

## Сприйняття

### Критика
Рейтинг фільму на сайті Internet Movie Database — 5,6/10 (7 012 голосів).

### Номінації та нагороди
| Нагороди та номінації фільму « Гіпнотизер» | Нагороди та номінації фільму « Гіпнотизер» | Нагороди та номінації фільму « Гіпнотизер»                        | Нагороди та номінації фільму « Гіпнотизер»                                                     | Нагороди та номінації фільму « Гіпнотизер» | Нагороди та номінації фільму « Гіпнотизер» |
| Рік                                        | Кінофестиваль/кінопремія                   | Категорія/нагорода                                                | Номінант                                                                                       | Результат                                  |                                            |
| ------------------------------------------ | ------------------------------------------ | ----------------------------------------------------------------- | ---------------------------------------------------------------------------------------------- | ------------------------------------------ | ------------------------------------------ |
| 2012                                       | Міжнародний кінофестиваль у Сан-Себастьяні | «Золота мушля»                                                    | Лассе Гальстрем                                                                                | Номінація                                  |                                            |
| 2013                                       | Аудіомонтажери кіно                        | Найкращий аудіомонтаж: звукові, шумові ефекти в іноземному фільмі | Александр Каршикофф, Карл Едстрем, Ерік Гульдагер, Борис Лабл, Густав Ландбекер, Ульф Олауссон | Номінація                                  |                                            |
| 2013                                       | «Таурус»                                   | Найкращі трюки в іноземному фільмі                                | Кіммо Ражала, Svensk Filmindustri                                                              | Номінація                                  |                                            |